# Mulvane
Mulvane è un comune degli Stati Uniti d'America, situato nello Stato del Kansas, diviso tra la contea di Sedgwick e la contea di Sumner.